# Colectivo Cine Mujer
El Colectivo Cine Mujer fue un grupo pionero del cine feminista latinoamericano, surgido en México y compuesto por mujeres cineastas feministas de diferentes países, activo de 1975 a 1986, con el objetivo de presentar y recoger las voces de mujeres estudiantes, amas de casa, trabajadoras sexuales, líderes de organizaciones populares, etc. Representando las vidas privadas y públicas femeninas, respondiendo a la óptica masculina que dominaba el cine mexicano en la década de 1970.
Dentro del cine del colectivo, se dieron a la tarea de llevar las propuestas de los distintos grupos feministas a la pantalla y de utilizar el cine como una herramienta de concientización sobre las graves consecuencias del machismo. Las obras de este colectivo mostrarían también desde las cámaras, los debates sobre los caminos que debía seguir la lucha por  la emancipación de las mujeres. 

## Historia
El colectivo Cine Mujer, fue formado por estudiantes del Centro Universitario de Estudios Cinematográficos (CUEC) actualmente conocido como la Escuela Nacional de Artes Cinematográficas (ENAC), perteneciente a la UNAM. El colectivo se formó en 1975, y en sus inicios fue conformado por Rosa Martha Fernández, mexicana quien fue testigo de las movilizaciones estudiantiles del 68 en París; Beatriz Mira Andreu, nacida en Brasil pero que también había radicado durante una temporada en Francia y Odile Herrenschmidt estudiante francesa; a ellas se sumaron Guadalupe Sánchez, Ángeles Necoechea, Sonia Fritz, Eugenia (Maru) Tamés Mejía, María Novaro y María del Carmen de Lara, entre otras.
Coincidieron como estudiantes de segundo curso y planificaron una práctica que, con motivo del Año Internacional de la Mujer proclamado por la Organización de las Naciones Unidas y cuya sede fue la Ciudad de México, abordaría temas como el aborto. El proyecto original, en el que cada una abordaría diferentes casos, no llegó a ver la luz, pero fungió como base para los futuros proyectos del colectivo.
Hacia finales de la década de los setenta, Rosa Martha Fernández realizó las dos primeras obras del Colectivo Cine Mujer. En “Cosas de mujeres” (1978) la directora denuncia el problema del aborto clandestino en México a través de la ficción de una joven estudiante de sociología que tiene un embarazo no deseado, y las adversidades y humillaciones por las que tiene que pasar, tras un aborto mal realizado en el Hospital General de la Ciudad de México. La segunda cinta, “Rompiendo el silencio” (1979), analiza mediante la recopilación de testimonios, el grave problema de la violación en México, en el que comparten culpabilidad la Iglesia, el aparato judicial y la cultura machista.
Sin embargo, después de esta cinta el colectivo dio un giro radical en sus acciones y en sus obras, ya que la fundadora decidió dejar el grupo y viajar a Nicaragua para documentar e impulsar la participación de las mujeres en la revolución sandinista. Tras esto, quien quedó al frente del colectivo fue Beatriz Mira, estudiante brasileña, que incluiría por primera vez la condición de clase como elemento para comprender la opresión de la mujer en el cine del colectivo.
Mientras Fernández filmaba sus dos primeras cintas, Beatriz Mira realizaba “Vicios en la cocina” (1978), cortometraje donde se aborda de manera íntima y personal la situación de una mujer esclavizada por el trabajo doméstico, en dónde ve pasar su vida encerrada entre las paredes de una unidad habitacional. 
Para su siguiente cortometraje, que marca una segunda etapa en el colectivo, Mira realizó "Es primera vez” (1981), una cinta donde las luchas por la liberación de la mujer y por la liberación de la clase trabajadora se funden completamente. En octubre de 1980, mujeres campesinas, obreras, colonas y esposas de trabajadores, pertenecientes a casi cincuenta organizaciones populares, se reunieron en Cuernavaca, Morelos, para compartir sus experiencias de lucha. Mira decidió filmar a estas mujeres que, siendo amas de casa como la protagonista de su anterior cinta, habían decidido organizarse y participar en la lucha popular en distintos puntos del país.
A pesar de la calidad lograda en “Es primera vez”,  Beatriz Mira no volvería a dirigir una película hasta 2008. Sin embargo, películas como “Vida de ángel” (Ángeles Necoechea, 1982), documental que recoge el testimonio de distintas mujeres de diversas edades sobre el trabajo doméstico, el matrimonio y los roles de género o "Yalaltecas" (Sonia Fritz, 1981-1984), que trata sobre un grupo de mujeres en contra del cacicazgo en Yalalt, una región de Oaxaca; muestran la forma en que una parte del Colectivo Cine Mujer decidió inclinar sus intereses hacía un cine de intervención política en el que las mujeres se configuraron como la parte esencial de la lucha social.
Después de 10 años de trabajo del colectivo, se dio su disolución en 1986 por  debates internos, sobre si la inclinación de que Cine Mujer entrara de lleno a la corriente del cine militante, que es aquel que busca ser una herramienta activa de lucha política y que su propósito no es sólo narrar o exponer, sino que busca incidir de manera inmediata en el cambio social, este tipo de cine es el que se presentó en los filmes de la primera etapa del colectivo; o de si se debía seguir como cine de intervención política, siendo este aquel que su objetivo principal es la reflexión, el análisis crítico o la representación artística de estos temas, más que una acción directa este siendo la corriente de la segunda etapa del colectivo.
A pesar de la separación del colectivo, las directoras siguieron sus carreras con filmes propios y actualmente siguen trabajando por que la historia de su colectivo no sea olvidada y siga inspirando a un cine feminista, que a pesar de la sociedad machista en la que vivimos, las cineastas logren plasmar su visión de la realidad y generar consciencia en las personas que consuman su cine.

## Integrantes
- Rosa Martha Fernández
- Beatriz Mira Andreu
- Odile Herrenschmidt
- Guadalupe Sánchez Sosa
- Ángeles Necoechea
- Sonia Fritz
- Eugenia Tamés Mejía
- María Novaro
- María del Carmen de Lara
- Laura Rosseti
- Ellen Calmus
- Mónica Mayer
- Ana Victoria Jiménez
- Pilar Calvo
- Amalia Attolini
- Maripí Sáenz de la Calzada
- Marie-Christine Camus

## Legado
En 2022, las realizadoras mexicanas Andrea Gautier y Tabatta Salinas Caballero realizaron el documental Rebeladas sobre el Colectivo Cine Mujer, el impacto que tuvieron sus películas y las problemáticas que continúan existiendo desde los 70.
En 2023, el Festival Internacional de Cine UNAM realizó una retrospectiva sobre el Colectivo Cine Mujer, titulado Colectivo Cine Mujer: El acto de mostrar, y reestrenó 8 de sus películas. Para su inauguración, el FICUNAM realizó la mesa de reflexión 'Las primeras luchas feministas por la pantalla en México', transmitido por Canal 22 y con la participación de Maricarmen de Lara, Guadalupe Sánchez, María Novaro y Rosa Martha Fernández, donde las realizadoras reflexionaron sobre su trabajo y el impacto del Colectivo.

## Filmografía
| Año  | Título                                | Dirección                                   |
| ---- | ------------------------------------- | ------------------------------------------- |
| 1975 | Cosas de Mujeres                      | Rosa Martha Fernández                       |
| 1976 | Triste Alborada                       | Odile Herrenschmidt y Gullermo Díaz Palafox |
| 1977 | Y si eres mujer                       | Guadalupe Sánchez                           |
| 1978 | Vicios en la cocina, las papas silban | Beatriz Mira                                |
| 1978 | Rompiendo el silencio                 | Rosa Martha Fernández                       |
| 1981 | No es por gusto                       | Maricarmen de Lara, María Eugenia Tamés     |
| 1982 | Vida de Ángel                         | Ángeles Necoechea                           |
| 1984 | Yalaltecas                            | Sonia Fritz                                 |
| 1986 | Bordando la frontera                  | Ángeles Necoechea                           |